# Strlcat
strlcat はC言語で文字列を安全に結合するための関数である。ISO/IEC で規定された標準Cライブラリの関数ではないが、BSD libc などに含まれている。危険な使い方をしてしまいがちな関数strcatやstrncatの代替として、Todd C. MillerおよびTheo de Raadt (テオ・デ・ラート) が開発した。

## 概要
関数プロトタイプ（宣言）は以下である。
```
size_t
 
strlcat
(
char
 
*
dst
,
 
const
 
char
 
*
src
,
 
size_t
 
size
);

```

ポインタsrcの指すアドレスから最大でsize - strlen(dst) - 1バイトだけ文字列をdstの末尾に追記し、NUL文字で終わるようにする。つまり、dstのバッファの実際の大きさをsizeに指定すれば、バッファオーバーランしないことが保証される。
strncatは似たプロトタイプchar *strncat(char *dest, const char *src, size_t count)を持つが、第3引数countの意味はsrcから最大で何バイトコピーするかであり、NUL文字を考慮すると最大でcount + 1バイトがコピーされる。またcountの値は、destに既に存在する文字数も考慮しなくてはいけない。この複雑さからしばしばcountの指定を誤り、バッファオーバーランの原因となる。

## 実装状況
ToddとTheoはOpenBSDの開発者であり、strlcatを最初に実装したオペレーティングシステム (OS) はOpenBSD 2.4である。以後、FreeBSD 3.3を含め、SolarisやmacOSにも採用されている。Linuxではlibbsdライブラリ経由で利用できる。POSIX仕様での標準化を受けてglibcでは2.38で実装された。
Microsoft Visual C++には実装されていないが、バージョン8.0 (2005) 以降はセキュリティ強化バージョンのCRT関数として、出力バッファサイズを受け取りパラメータ検証を実行するstrcat_sが実装されている。strcat_sはC11規格で実装任意のセキュリティ強化関数として標準化されている。